# Manuel Antonio López
Manuel Antonio López Borrero (Popayán, Virreinato de Nueva Granada, 2 de julio de 1803-Bogotá, Colombia, 11 de agosto de 1891) fue un militar e historiador colombiano, prócer de la independencia que participó en las campañas independentistas de Colombia, Ecuador y Perú. Finalizada la guerra contra España se desempeñó como funcionario público y periodista, destacando también como escritor entre cuyas obras resaltan Recuerdos históricos del coronel Manuel Antonio López: ayudante del Estado Mayor General Libertador. Colombia y Perú, 1819-1826.
Un óleo y una litografía suya se encuentran en el Museo Nacional de Colombia.

## Progenie
Hijo de Manuel Antonio López Hurtado y su esposa María Bernarda Borrero Gómez, nieto paterno del español don Juan Antonio López, natural de Torrijos, Toledo, casado con doña Manuela Hurtado Sáenz del Pontón; materno de Manuel Borrero Ramírez, uno de los hombres más ricos de la colonia, y su esposa, María Antonia Gómez Polanco. Bisnieto paterno de don García Hurtado de Olarte y Ospina, contador de las cajas reales de Popayán, descendiente de Francisco de Figueroa (Mosquera), y doña Isabel de Mosquera y Zúñiga, ambos nietos de don Pedro Suárez de Figueroa noble castellano perteneciente a lo que hoy es el ducado de Feria, y por Jerónima Olarte y Ospina, descendiente de los Maldonado de Mendoza, descendientes de Catalina Suárez de Figueroa y del I marqués de Santillana, don Íñigo López de Mendoza. López, como todos los próceres republicanos de Popayán, era descendiente de los fundadores del Imperio Español. Fue primo hermano del general de la Independencia José Hilario López, presidente de la República de Colombia, embajador e historiador.

## Reseña biográfica
Nació en Popayán el 2 de julio de 1803. A los 15 años Manuel Antonio López armó guerrilla, dos años después se incorporó al Ejército Libertador de Colombia (1819) y a los 18 fue apresado. Presenció la decapitación de 50 patriotas. Debido a su juventud le fue conmutada la pena de muerte por ser puesto en las primeras filas del Ejército Realista. En Pitayó se evade, se reintegra al Ejército Republicano, y lo designan ayudante del Estado Mayor del Ejército independentista americano. En la Batalla de Pichincha fue el abanderado y a los 22 años combatió con el grado de capitán en la Batalla de Ayacucho. Este soldado y ayudante de los generales Juan Manuel Valdez, Antonio José de Sucre y Simón Bolívar fue testigo, escribiente y tramitador de los documentos de los sucesos políticos militares que conforman la historia militar de la Gran Colombia.

### Tras la independencia
Residió en Venezuela donde desempeñó cargos públicos -entre otros Juez de Paz- y fue corresponsal de El Venezolano tras ser confinado por el general Rafael Urdaneta por supuesta complicidad con los septembristas -lo cual fue desmentido-.
En 1859 fue jefe del Estado Mayor de las fuerzas del general Joaquín París. Sirvió a órdenes del general Tomás Cipriano Mosquera. Cooperó con Antonio Leocadio Guzmán en el semanario El Colombiano en 1863. Cónsul en Ciudad Bolívar (1866), en marzo de 1869 el Congreso de la República de Colombia lo ascendió a general de brigada y un año después a general de división.

### Servicios militares
Combatió en Pitayó, Las Piedras, Timbío, Las Yeguas, El Tablón de Gómez, Riobamba, Pichincha y Jenoy.
En 1824 se unió a Simón Bolívar y a Antonio José de Sucre para hacer las campañas del Alto Perú y Bajo Perú; y, en 1879, era de los muy pocos que todavía podían mostrar sobre su pecho, las medallas que recordaban los hechos relacionados con las batallas de Junín, Corpahuaico y Ayacucho.
Fue importante para sus servicios la honrosa comisión que se le dio en Arequipa el 16 de junio de 1825, de recibir la declaración del señor Francisco de los Heros, acerca de la comisión que como secretario del coronel Remigio Silva, llevó de José de la Riva Agüero, cerca de los jefes del ejército español, Cucalón y Loriga, sobre planes de unión contra Colombia y Perú.
El coronel López terminó sus servicios a la emancipación en 1825, a tiempo que el gobierno de español reconocía la absoluta independencia de Colombia (enero 2).
Fue compañero de los generales Obando y Franco en la campaña de Pasto en 1851, y se encontró en los tiroteos del Ejido de este nombre y en los de San Andrés, Tablazo, Jenoy, Chaguaramba, etc. Combatió la dictadura del general José María Melo el 17 de abril de 1854 y peleó en Bosa, Las Cruces, Bogotá y Tíquiza. Finalmente participó en la campaña de 1860 a 1862 combatiendo en Campo Amalia, Subachoque, Usaquén y San Diego.

### Deceso
Su deceso, según Rafael Ramón Castellanos, autor de su biografía El General Manuel Antonio López, Ilustre Prócer y Escritor Payanés, acaeció en Bogotá, Colombia, el 11 de agosto de 1891 habiendo obtenido el ascenso a través del Congreso de la República a los grados de general de brigada y general de división, como todos los próceres de la Independencia. Se encontró un solemne mausoleo dentro de la iglesia de San Lorenzo Mártir en la ciudad de Jipijapa, provincia de Manabí, Ecuador, cabecera del cantón Jipijapa, con imprecisiones en las fechas contenidas: 1. El general Manuel Antonio López Borrero no murió en Jipijapa, Ecuador en 1873, sino en Bogotá, Colombia el 11 de agosto de 1891 (su partida de defunción no aparece tampoco en Jipijapa, Ecuador); 2. Tampoco el general López Borrero nació en 1802 como reza la lápida sino el 2 de julio de 1803; 3. Testó en Bogotá en 1888 refiriendo que no tenía más bienes que sus libros y desheredando a uno de sus tres hijos venezolanos con la venezolana María del Rosario Chiquinquirá Josefa Ramona López Ravelo, hija de José Francisco López Pérez y Ana Antonia Ravelo López, sin mencionar más hijos ecuatorianos en este documento (solo figuran en él: Manuel Elías de la Merced López López, María del Rosario López López y María Elisa de la Merced López López), motivo por el que no pudo haber acaecido su deceso en 1873 y por su cariz de defensor de la historia y la verdad, es muy poco probable que haya tenido otra familia no reconocida por él en el Ecuador, ni en partidas eclesiásticas ni en el testamento, cuyos apellidos no serían López, sino Saltos (el de la madre Carmen Saltos, guayaquiñela); 4. Publicó su última obra, Recuerdos Históricos en 1878, segundo motivo por el que no pudo haber fallecido en 1873. La obra Corona Fúnebre, presenta a dos hermanos, Daniel y Estévan López, comerciantes fundadores de la empresa ecuatoriana López Hermanos, quienes dicen ser hijos de él. El primero de ellos nació en 1848, sin que aparezcan sus partidas de bautismo. En la ciudad de Popayán aparecieron en el archivo de la catedral dos partidas de bautismo. Una, la del general Manuel Antonio López Borrero, del 2 de julio de 1803; y la otra, de Manuel Antonio Camilo López (hijo natural de Teresa López), quien es el que reposa en el Mausoleo de Jipijapa, con fecha de nacimiento 27 de abril de 1802 y defunción 7 de enero de 1873, habiendo usurpado sus hijos las glorias del general homónimo sin que esto se supiera durante más de un siglo.
Los restos del general Manuel Antonio López Borrero, deben estar en Bogotá, sin que su lugar exacto haya sido determinado aún.

## Obras principales
- Campaña del Perú por el ejército unido libertador de Colombia: Perú, B. Aires y Chile, á las órdenes del inmortal Bolívar, en los años de 1823, 24 y 25, con mapas de los campos de batalla que dieron libertad á aquella república, y aseguraron la independencia del Nuevo mundo. Imprenta de "El Venezolano". Caracas - Venezuela, 1843 - 86 páginas.
- Recuerdos históricos del coronel Manuel Antonio López: ayudante del Estado Mayor General Libertador. Colombia y Perú, 1819-1826. J.B. Gaitán, 1878 - 224 páginas.
- Las Tardes de un Panteón. Obra histórica, etc., obra mística escrita en su proscripción al Tocuyo de la Costa, publicada en 1863.
- Recuerdos Históricos de la Guerra de Independencia (cuya edición más completa es la de 1878). Imprenta "La Comercial", 1889 - 228 páginas.